# Извержение вулкана Этна (1669)
В 1669 году произошло крупнейшее зарегистрированное извержение вулкана Этна, расположенного на восточном побережье Сицилии, Италия. После нескольких недель усиливающейся сейсмической активности, которая нанесла ущерб городу Николози и другим населённым пунктам, в ночь с 10 на 11 марта на юго-восточном склоне Этны образовалась вулканическая трещина. В течение 11 марта активизировались ещё несколько трещин, извергнув пирокластические породы и тефру, которые выпали на Сицилию и скопились, образовав 158-метровый шлаковый конус Монти Росси.
Лава, извергнувшаяся из вулканических трещин, потекла на юг от жерла, похоронив под собой ряд поселений и сельскохозяйственных угодий в марте и апреле, и в конечном итоге покрыла 37—40 квадратных километров. Местные жители бежали в Катанию в поисках убежища. Там постоянно проводились религиозные церемонии. В начале апреля лава начала приближаться к городу и вскоре достигла городских стен, что вызвало панику и бегство жителей. Стены удержали лаву, которая начала стекать в Ионическое море. Более двух недель спустя часть потока всё же проникла в Катанию, но не причинила большого ущерба. Извержение закончилось в июле.
О жертвах извержения 1669 года ничего не известно, но многие города, части Катании и сельскохозяйственные угодья были уничтожены потоком лавы и землетрясениями, сопровождавшими извержение. Новости об извержении достигли Северной Америки, и ряд современников описали это событие, что привело к росту интереса к вулканической активности Этны.

## Предыстория
Вулкан Этна находится на побережье Ионического моря на острове Сицилия. Это один из активнейших вулканов мира, который проявляет почти непрерывную активность, по крайней мере, со среднего плейстоцена. Его извержения — включая как эффузивные, так и эксплозивные из боковых и центральных жерл — регистрировались на протяжении 2700 лет. Этна выбрасывала необычно много магмы в XVII веке в ходе нескольких продолжительных и масштабных извержений. При этом вулканическая активность также возросла на Вулькано на Липарских островах; аналогичное соответствие между активностью на Этне и на Липарских островах также наблюдалось в 2002 году. В течение двух месяцев, предшествовавших извержению 1669 года, выброс газа и пара из вершинных кратеров Этны был выше обычного.
В 1669 году Сицилия была частью королевства Арагон, которое управляло островом через вице-короля в Палермо. На сильно урбанизированных юго-восточных склонах Этны существовали плодородные сельскохозяйственный земли. Поселения появились здесь в эпоху Высокого Средневековья. Население Катании составляло около 27 000 человек, и она была третьим по величине городом королевства.

## Извержение

### Предшествующие события
Сейсмическая активность в районе вулкана Этна началась 25 февраля 1669 года и усилилась в течение следующих двух недель. Своего пика она достигла в ночь с 10 на 11 марта, когда землетрясения разрушили город Николози. Сейсмическая активность также привела к разрушениям в Гравине, Маскалуче, Педаре и Трекастаньи. Толчки ощущались в Катании. В записях современников встречаются сообщения о ряде сейсмических событий, но их время и частота неизвестны. Активность, продолжающаяся до 9 марта, сигнализировала о подъёме магмы внутри вулкана, в то время как более поздняя была связана с образованием трещины извержения. Активность землетрясений уменьшилась после начала извержения.

### Начало извержения
После полуночи 11 марта на Этне образовалась первая трещина между шлаковыми конусами Монте-Фрументо-Супино и Пиано-Сан-Лео. Трещина шириной 2 метра и длиной 9 километров на высотах 2800—1200 метров характеризовалась слабой эруптивной активностью на своём верхнем конце и интенсивным свечением на своём нижнем конце. Во второй половине того же дня образовалась вторая трещина, извергнувшая камни и облака пепла. Исторические данные разнятся по количеству активизировавшихся жерл. Альтернативная реконструкция событий предусматривает развитие нескольких сегментов трещин на высотах 950—700 метров, большинство из которых подверглись кратковременным эксплозивным и эффузивным извержениям. В 18:30 активизировалось основное жерло, и лава начала вытекать из второй трещины к востоку от конуса Монте-Салазара недалеко от Николози на высоте 800—850 метров в южной рифтовой зоне Этны.
Пятый сегмент трещины к югу от шлакового конуса Монпилиери 12 марта проявлял кратковременную активность и несколько жерл — источники расходятся в их точном количестве — активизировались 12 марта вокруг основного жерла, извергнув фонтан лавы. Шлаковый конус Монти Росси образовался над основным жерлом и был почти полностью сформирован к 13 марта.

### Эксплозивное извержение
Из жерла поднялся столб извержения. Материал, выброшенный из вулкана, осел на земле как тефра. Пирокластические горные породы покрыли бо́льшую часть юго-восточного склона Этны, а вулканический пепел достиг Калабрии и Греции. Произошли стромболианские извержения и фонтанирования лавы, породившие пирокластические породы, включая лапилли и вулканические бомбы, которые падали на юго-восточный склон в течение трёх месяцев. Эти отложения достигали толщины 12 сантиметров в 5 км от жерла; крыши домов в Ачиреале, Педаре, Трекастаньи и Виагранде рушились под тяжестью тефры. Крупные валуны были выброшены на расстояние в несколько километров. Большая часть тефры была образована в течение первых нескольких дней после извержения.
Эксплозивные стадии извержения произвели 0,066 км3 пирокластических пород и были отнесены к категориям 2—3 по шкале вулканической активности, что является одним из самых высоких показателей для Этны. Субплинианские извержения на склонах Этны не являются обычным явлением; другими примерами являются доисторические извержения Монте-Мойо 28 600 ± 4700 лет назад, Монте-Фрументо-делле-Конкацце 3500 лет назад и Монте-Сальто-дель-Кане 3000 лет назад.
В результате извержения было выброшено более трёх миллионов тонн серы. Она, возможно, поднялась в верхние слои тропосферы, вызвав изменения в химическом составе атмосферы региона и экологические опасности. Однако извержение 1669 года не образовало существенного загрязнения атмосферы вулканической пылью.

### Лавовый поток
Поток лавы направлялся в густонаселённый район со средней скоростью 50—100 м3/с и максимальной 640 м3/с. Лава достигла шлакового конуса Момпилиери и в течение 12 марта разрушила деревни в Бельпассо. Ночью город Момпилиери был погребён под лавовым потоком, Маскалуча была накрыта им на следующий день. В течение и после 14 марта поток разветвился в трёх направлениях и начал продвигаться на юг. Западная его ветвь разрушила деревни недалеко от Маскалучи и дома около Кампоротондо и Сан-Пьетро.

## Сценарий подобного извержения в XXI веке
Извержение 1669 года представляет собой наихудший сценарий эффузивного извержения Этны. В Катании проживает свыше 500 000 человек, и аналогичное извержение сегодня нанесло бы ущерб примерно на 7 000 000 000 евро. Помимо лавы, тефры и лапилли, эксплозивная активность повредит критически важную инфраструктуру вблизи жерла, нарушит авиационное сообщение и окажет негативное воздействие как на здоровье человека, так и на окружающую среду.